# گرودک-کولونگا (استان پودلاسکی)
گرودک-کولونگا (به لهستانی:  Gródek-Kolonia) یک روستا در لهستان است که در گمینا گرودک واقع شده‌است.